# UFC Fight Night: Brunson vs. Till
O UFC Fight Night: Brunson vs. Till (também conhecido como UFC Fight Night 191, UFC on ESPN+ 49 e UFC Vegas 36) foi um evento de artes marciais mistas promovido pelo Ultimate Fighting Championship, realizado em 4 de setembro de 2021, na instalação UFC Apex, em Enterprise, Nevada, parte da área metropolitana de Las Vegas, Estados Unidos.

## Histórico
Uma luta no peso médio entre Derek Brunson e Darren Till serviu como luta principal da noite.